# Eupelmus chrysopinus
Eupelmus chrysopinus är en stekelart som beskrevs av Perkins 1910. Eupelmus chrysopinus ingår i släktet Eupelmus och familjen hoppglanssteklar. Inga underarter finns listade i Catalogue of Life.